# 陈春英
陈春英（1969年6月—），女，汉族，吉林长春人，中国分析化学与纳米化学专家，国家纳米科学中心研究员、博士生导师，中国毒理学会副理事长，中国科学院院士。